# John Hope Franklin
John Hope Franklin, né le 2 janvier 1915 à  Rentiesville dans l'État de l'Oklahoma et mort le 25 mars 2009 à Durham dans l'État de la Caroline du Nord, est un historien et professeur d'université américain reconnu pour ses travaux sur la Guerre de Sécession et la contribution des Afro-Américains à l'identité des États-Unis et impliqué dans le mouvement américain des droits civiques. Il est également connu pour sa participation en tant qu'expert à l'élaboration du dossier qui aboutit en 1954 à l'arrêt Brown et al. v. Board of Education of Topeka et al. du 17 mai 1954 de la Cour suprême des États-Unis. Ses études sur l'esclavage des Afro-Américains aux États-Unis et l'histoire du Sud des États-Unis sont des références majeures qui font autorité.

## Biographie

### Jeunesse et formation
John Hope Franklin est le fils de Buck Colbert Franklin, un avocat, et de Mollie Parker Franklin, une institutrice. Ses prénoms de John Hope lui sont donnés en hommage à John Hope (educator) (en), le premier Afro-Américain à devenir président du Morehouse College, où son père avait suivi ses études universitaires Ses parents se sont installés dans le village de Rentiesville qui fait partie de la cinquantaine de villes et villages fondées en Oklahoma par d’anciens esclaves après la guerre de Sécession et appelées « villes noires » pour échapper au racisme des Blancs. Dans ce village de moins de 200 habitants, Buck Colbert Franklin exerce les fonctions d'avocat, de juge de paix, de chef de la poste, d'agriculteur afin de pouvoir subvenir aux besoins de sa famille. Celle-ci vit dans des conditions difficiles, leur maison ne possède ni l’électricité, ni l'eau courante. John Hope Franklin apprend à lire et à écrire dès l'âge de 4 ans en suivant les cours que sa mère donnait à l'école primaire du village puis suis l'exemple de son père qui était un grand lecteur. En 1921, Buck Colbert Franklin emménage à Tulsa (Oklahoma) afin d'obtenir de meilleures conditions d'emplois et de vie. Il assiste à l'émeute raciale de Tulsa qui a fait plusieurs centaines de morts et de blessés parmi les Afro-Américains,,,,.
La famille Franklin s'installe à Tulsa en 1925. John Hope Franklin suit ses études secondaires à la Booker T. Washington High School (Oklahoma) (en), établissement d'enseignement secondaire ségrégué de Tulsa. Ayant achevé brillamment ses études il bénéficie d'un bourse pour suivre des études supérieures à l'Université Fisk de Nashville (Tennessee) à laquelle il a été accepté en 1931. C'est suivant les cours d'histoire du professeur Theodore S. Currier que John Hope Franklin décide d'abandonner ses études de droit pour devenir historien. il obtient son Bachelor of Arts (licence) en 1935. Sur les encouragements de Theodore S. Currier il postule à l'Université Harvard de Cambridge (Massachusetts). N'ayant pas obtenu de bourse et sa famille n'étant pas en mesure d'assumer les frais de scolarité, Theodore S. Currier fait un emprunt à la banque  pour permettre à John Hope Franklin de poursuivre ses études. Il obtient son Master of Arts (mastère) en 1936 puis son Ph.D (doctorat) en 1941. Pendant ses études doctorales, il enseigne à l'Université Saint Augustine's de Raleigh (Caroline du Nord),,.

### Carrière
En 1943, il publie sa thèse de doctorat qu'il soutenue à Harvard : The Free Negro in North Carolina, 1790-1860. Cette publication remet en question les stéréotypes sur le rôle des Afro-Américains dans l'histoire de la Caroline du Nord, que malgré l’oppression de la ségrégation les Afro-Américains ont été à même de développer leur économie, elle fait également état des liens entre Blancs et Noirs notamment avec les Quakers dans le mouvement anti-esclavagiste. La pertinence historique de ce livre est telle que la Southern Historical Association (en) lui demande de lui faire une communication scientifique en présentant un article de son cru, demande qui brise la ligne de couleur de cette association d'un État du Sud pratiquant la ségrégation,.
En 1945, alors qu'il professeur à l'université du centre de la Caroline du Nord, il commence à rédiger ce qui va devenir un classique de histoire des Afro-Américains : From Slavery to Freedom: a history of Negro Americans,,. En 1947, il est embauché comme professeur d'histoire à l'Université Howard située à Washington (district de Columbia), il finalise la rédaction de son livre qui parait le 22 avril 1947 aux éditions Alfred A. Knopf. From Slavery to Freedom: a history of Negro Americans connait en 2020 sa 10° édition, depuis la 7° édition de 1994 le livre est révisé et augmenté avec l'aide d' Alfred A. Moss, à la date de sa mort en 2009, ce livre s'est vendu à 3 millions d'exemplaires et a été traduit en différentes langues dont le français, l'allemand, le japonais, le portugais et le chinois,. Ce livre est considéré par la communauté des historiens américains comme le meilleur livre traitant de l'histoire des Afro-Américains,.
Dans les années 1950, il devient conseiller de la National Association for the Advancement of Colored People (NAACP) et en 1954, en tant qu'expert, il aide les avocats  Thurgood Marshall, George Edward Chalmer Hayes (en) et James Nabrit, Jr. (en) pour établir le dossier qu'ils présentent à Cour suprême des États-Unis qui aboutit aux arrêts Brown v. Board of Education, rendus successivement le 17 mai 1954 (arrêt 347 U.S. 483), et le 31 mai 1955 (349 U.S. 294) qui déclarent la ségrégation raciale inconstitutionnelle dans les écoles publiques même si le service rendu y est prétendu de « qualité égale »,,,.
En 1956, il est recruté par le Brooklyn College de New York en tant que professeur et directeur des études du départent d'histoire, faisant de lui le premier Afro-Américain à occuper ce poste. Il assied sa réputation en continuant d'écrire des livres et des articles et à participer à diverses conférences,.
Entre 1962 et 1963, il est invité par l’université de Cambridge pour donner des cours au St John's College (Cambridge) sur la guerre de Sécession.
En 1964, de retour aux États-Unis, l'université de Chicago fait appel à ses compétences en tant qu’historien du sud des États-Unis pour lui offrir une chaire de professeur d'histoire américaine, puis il y est nommé directeur du département d'histoire. En 1969, l'université de Chicago le récompense en lui décernant le titre de John Matthews Manly Distinguished Service Professor, puis en le nommant professeur émérite en 1982,,.
En 1982, l'Université Duke lui offre la chaire prestigieuse James B. Duke Professor (en) puis le nomme professeur émérite en 1985.

### Vie personnelle
Le 11 juin 1940 il épouse sa condisciple Aurelia E. Whittington qu'il a connue à l'Université Fisk qui est devenue bibliothécaire de l'université du centre de la Caroline du Nord. Le couple donne naissance à un fils John Whittington Franklin en 1952,,.
John Hope Franklin décède des suites d'une Insuffisance cardiaque congestive le 25 mars 2009 à l'âge de 94 ans,,,,.

## Œuvres

### Essais
- Free Negro in North Carolina, 1790-1860, Chapel Hill, Caroline du Nord, University of North Carolina Press (réimpr. 1995) (1re éd. 1943), 292 p. (ISBN 9780807845462, lire en ligne)[13],
- From Slavery to Freedom: A History of African Americans, New York, Alfred A. Knopf (réimpr. 1994, 1998, 2020) (1re éd. 1947), 742 p. (ISBN 9780073513348, OCLC 491992759, lire en ligne)[36],
- The Militant South, 1800-1861, Chicago, Illinois, University of Illinois Press, coll. « Chicago history of American civilization » (réimpr. 1964, 1970, 2002, 2005) (1re éd. 1956), 336 p. (ISBN 9780252070693, OCLC 5845934, lire en ligne),
- Reconstruction after the Civil War, Chicago, Illinois, University Of Chicago Press, coll. « Chicago history of American civilization » (réimpr. 1964, 1967, 1994, 2013) (1re éd. 1961), 288 p. (ISBN 9780226260792, OCLC 247486742, lire en ligne),
- The Emancipation Proclamation, Wiley-Blackwell, 1963, rééd. 16 décembre 1994, 208 p. (ISBN 9780882959078, lire en ligne),
- The Negro in Twentieth Century America: A Reader on the Struggle for Civil Rights, Smith, Peter Publisher, Inc, 1964, rééd. 1 janvier 1984, 580 p. (ISBN 9780844620893, lire en ligne),
- Color and Race, Beacon Press, janvier 1969, 420 p. (ISBN 9780807002995, lire en ligne),
- Racial Equality in America, University of Missouri, 1976, rééd. 1 novembre 1996, 140 p. (ISBN 9780826209122, lire en ligne),
- co-écrit avec August Meier, Black Leaders of the Twentieth Century, University of Illinois Press, 1er avril 1982, 400 p. (ISBN 9780252009396),
- George Washington Williams,: A Biography, University of Chicago Press, 31 décembre 1985, 400 p. (ISBN 9780226260839, lire en ligne)[37],
- Race and History: Selected Essays, 1938--1988, LSU Press, 1 septembre 1989, rééd. 1 décembre 1991, 464 p. (ISBN 9780807117644)[38],[39],
- The Color Line: Legacy for the Twenty-First Century, University of Missouri Press, février 1993, 112 p. (ISBN 9780826208941, lire en ligne),
- co-écrit avec  Genna Rae McNeil, African Americans and the Living Constitution, Smithsonian Institution Press, 17 mars 1995, 392 p. (ISBN 9781560984719, lire en ligne)[40],
- co écrit avec  Loren Schweninger, Runaway Slaves: Rebels on the Plantation, Oxford University Press, USA, 12 mars 1999, rééd. 1 juillet 2000, 488 p. (ISBN 9780195084511, lire en ligne),
- Mirror to America, Farrar, Straus and Giroux, 2005, rééd. 31 octobre 2006, 456 p. (ISBN 9780374530471, lire en ligne),
- In Search of the Promised Land: A Slave Family in the Old South, Oxford University Press, USA (réimpr. 2006) (1re éd. 2005), 308 p. (ISBN 9780195160888, lire en ligne).

### Articles

#### Années 1930-1949
- « Edward Bellamy and the Nationalist Movement », The New England Quarterly, vol. 11, no 4,‎ décembre 1938, p. 739-772 (34 pages) (lire en ligne ),
- « The Free Negro in the Economic Life of Ante-Bellum North Carolina: Part 1 », The North Carolina Historical Review, vol. 19, no 3,‎ juillet 1942, p. 239-259 (21 pages) (lire en ligne ),
- « The Free Negro in the Economic Life of Ante-Bellum North Carolina: Part 2 », The North Carolina Historical Review, vol. 19, no 4,‎ octobre 1942, p. 359-375 (17 pages) (lire en ligne ),
- « History-Weapon of War and Peace », Phylon (1940-1956), vol. 5, no 3,‎ automne 1944, p. 249-259 (11 pages) (lire en ligne ),
- « Negro Episcopalians in Ante-Bellum North Carolina », Historical Magazine of the Protestant Episcopal Church, vol. 13, no 3,‎ septembre 1944, p. 216-234 (19 pages) (lire en ligne ),
- « The Enslavement of Free Negroes in North Carolina », The Journal of Negro History, vol. 29, no 4,‎ octobre 1944, p. 401-428 (28 pages) (lire en ligne ),
- « James Boon, Free Negro Artisan », The Journal of Negro History, vol. 30, no 2,‎ avril 1945, p. 150-180 (31 pages) (lire en ligne ),
- « George Washington Williams, Historian », The Journal of Negro History, vol. 31, no 1,‎ janvier 1946, p. 60-90 (31 pages) (lire en ligne ),
- « James T. Ayers, Civil War Recruiter », Journal of the Illinois State Historical Society (1908-1984), vol. 40, no 3,‎ septembre 1947, p. 267-297 (32 pages) (lire en ligne ),
- « Whither Reconstruction Historiography? », The Journal of Negro Education, vol. 17, no 4,‎ automne 1948, p. 446-461 (16 pages) (lire en ligne ),

#### Années 1950-1959
- « The Place of Carter G. Woodson in American Historiography », Negro History Bulletin, vol. 13, no 8,‎ mai 1950, p. 174-176 (3 pages) (lire en ligne ),
- « Slavery and the Martial South », The Journal of Negro History, vol. 37, no 1,‎ janvier 1952, p. 36-53 (18 pages) (lire en ligne ),
- « The Thirty-Eighth Annual Meeting of the Association for the Study of Negro Life and History », The Journal of Negro History, vol. 39, no 1,‎ janvier 1954, p. 1-7 (7 pages) (lire en ligne ),
- « Alrutheus Ambush Taylor », The Journal of Negro History, vol. 39, no 3,‎ juillet 1954, p. 240-242 (3 pages) (lire en ligne ),
- « History of Racial Segregation in the United States », The Annals of the American Academy of Political and Social Science, vol. 304,‎ mars 1956, p. 1-9 (9 pages) (lire en ligne ),
- « Desegregation--The South's Newest Dilemma », The Journal of Negro Education, vol. 25, no 2,‎ printemps 1956, p. 95-100 (6 pages) (lire en ligne ),
- « The New Negro History », The Journal of Negro History, vol. 42, no 2,‎ avril 1957, p. 89-97 (9 pages) (lire en ligne ),
- « "Legal" Disfranchisement of the Negro », The Journal of Negro Education, vol. 26, no 3,‎ été 1957, p. 241-248 (8 pages) (lire en ligne ),
- « The Southern Expansionists of 1846 », The Journal of Southern History, vol. 25, no 3,‎ août 1959, p. 323-338 (16 pages) (lire en ligne ),

#### Années 1960-1979
- « A Century of Civil War Observance », The Journal of Negro History, vol. 47, no 2,‎ avril 1962, p. 97-107 (11 pages) (lire en ligne ),
- « The Two Worlds of Race: A Historical View », Daedalus, vol. 94, no 4,‎ 1965, p. 899-920 (22 pages) (lire en ligne ),
- « The American Scholar and American Foreign Policy », The American Scholar, vol. 37, no 4,‎ automne 1968, p. 615-623 (9 pages) (lire en ligne ),
- « Archival Odyssey: Taking Students to the Sources », The American Archivist, vol. 32, no 4,‎ octobre 1969, p. 375-381 (7 pages) (lire en ligne ),
- « Public Welfare in the South during the Reconstruction Era, 1865-80 », Social Service Review, vol. 44, no 4,‎ décembre 1970, p. 379-392 (14 pages) (lire en ligne ),
- « The Great Confrontation: The South and the Problem of Change », The Journal of Southern History, vol. 38, no 1,‎ février 1972, p. 3-20 (18 pages) (lire en ligne ),
- « On the "Oversupply" of Graduate Students », Daedalus, vol. 103, no 4,‎ 1974, p. 265-268 (4 pages) (lire en ligne ),
- « The North, the South, and the American Revolution », The Journal of American History, vol. 62, no 1,‎ juin 1975, p. 5-23 (19 pages) (lire en ligne ),
- « The Historian and Public Policy », The History Teacher, vol. 11, no 3,‎ mai 1978, p. 377-391 (15 pages) (lire en ligne ),
- « George Washington Williams and the Beginnings of Afro-American Historiography », Critical Inquiry, vol. 4, no 4,‎ été 1978, p. 657-672 (16 pages) (lire en ligne ),
- « Afro-American Biography: The Case of George Washington Williams », Proceedings of the American Philosophical Society, vol. 123, no 3,‎ 18 juin 1979, p. 160-163 (4 pages) (lire en ligne ),
- « "Birth of a Nation": Propaganda as History », The Massachusetts Review, vol. 20, no 3,‎ automne 1979, p. 417-434 (18 pages) (lire en ligne ),

#### Années 1980-1999
- « Mirror for Americans: A Century of Reconstruction History », The American Historical Review, vol. 85, no 1,‎ février 1980, p. 1-14 (14 pages) (lire en ligne ),
- « The Land of Room Enough », Daedalus, vol. 110, no 2,‎ printemps 1981, p. 1-12 (12 pages) (lire en ligne ),
- « Rayford Whittingham Logan (1897-1982) », The Hispanic American Historical Review, vol. 63, no 3,‎ été 1983, p. 596-597 (2 pages) (lire en ligne ),
- « The Use and Misuse of the Lincoln Legacy », Papers of the Abraham Lincoln Association, vol. 7,‎ 1985, p. 30-42 (13 pages) (lire en ligne ),
- « Afro-American History and the Politics of Higher Education », Bulletin of the American Academy of Arts and Sciences, vol. 40, no 2,‎ novembre 1986, p. 26-42 (17 pages) (lire en ligne ),
- « The Desperate Need for Black Teachers: A Special Appeal from John Hope Franklin », Change, vol. 19, no 3,‎ mai - juin 1987, p. 44-45 (2 pages) (lire en ligne ),
- « As We Were Saying: A Historian of the United States in the People's Republic of China », American Studies International, vol. 26, no 1,‎ avril 1988, p. 48-56 (9 pages) (lire en ligne ),
- « The Land of Room Enough », Daedalus, vol. 117, no 3,‎ été 1988, p. 439-456 (18 pages) (lire en ligne ),
- « Their War and Mine », The Journal of American History, vol. 77, no 2,‎ septembre 1990, p. 576-579 (4 pages) (lire en ligne ),
- « W.E.B. Du Bois: A Personal Memoir », The Massachusetts Review, vol. 31, no 3,‎ automne 1990, p. 409-428 (20 pages) (lire en ligne ),
- « The Social Sciences for the New Century », Proceedings of the American Philosophical Society, vol. 137, no 4,‎ décembre 1993, p. 648-655 (8 pages) (lire en ligne ),
- « We Mourn the Death of Benjamin A. Quarles 1904-1996 », The Journal of Blacks in Higher Education, no 14,‎ hiver 1996 - 1997, p. 21 (1 page) (lire en ligne ),

#### Années 2000-2019
- « Race in America: Looking Back, Looking Forward », Bulletin of the American Academy of Arts and Sciences, vol. 55, no 1,‎ automne 2001, p. 42-49 (8 pages) (lire en ligne ),
- « History - Weapon of War and Peace », Phylon (1960-), vol. 49, nos 3/4,‎ automne - hiver 2001, p. 267-276 (10 pages) (lire en ligne ),
- « To and from Brown v. Board of Education », Washington History, vol. 16, no 2,‎ hiver 2004-2005, p. 11-13 (3 pages) (lire en ligne ),
- « The Two Worlds of Race: A Historical View », Daedalus, vol. 134, no 4,‎ 2005, p. 118-133 (16 pages) (lire en ligne ),
- « The Fisk Years », The Journal of Blacks in Higher Education, no 49,‎ automne 2005, p. 74-83 (10 pages) (lire en ligne ),
- Ray Arsenault et John Hope Franklin, « The Sage of Freedom: An Interview with John Hope Franklin », The Public Historian, vol. 29, no 2,‎ printemps 2007, p. 35-54 (20 pages) (lire en ligne ),
- John Hope Franklin et Margo Hammond, « Remember History : An Interview with John Hope Franklin », CrossCurrents, vol. 57, no 2,‎ été 2007, p. 155-159 (5 pages) (lire en ligne ),
- John Hope Franklin et Brian Purnell, « Interview with Dr. John Hope Franklin », The Journal of African American History, vol. 94, no 3,‎ été 2009, p. 407-421 (31 pages) (lire en ligne ),
- « The Two Worlds of Race: A Historical View », Daedalus, vol. 140, no 1,‎ hiver 2011, p. 28-43 (16 pages) (lire en ligne ),
- « W. E. B. Du Bois: A Personal Memoir », The Massachusetts Review, vol. 54, no 3,‎ 2013, p. 381-398 (18 pages) (lire en ligne ).

## Prix et distinctions
- 1969 : réception du titre honorifique de John Matthews Manly Distinguished Service Professor décerné par l'université de Chicago[5],
- 1975 :  élection à la présidence de l'Organization of American Historians[41],
- 1979 : élection à la présidence de la Société américaine d'histoire[42],
- 1995 : récipiendaire de la médaille Spingarn décernée par la National Association for the Advancement of Colored People (NAACP)[43],[44],
- 1995 : récipiendaire de la médaille présidentielle de la Liberté qui lui est décernée par le président des États-Unis, Bill Clinton[45].

## Pour approfondir

#### Notices dans des encyclopédies et des manuels de références
- (en-US) Paula K. Byers (dir.), Encyclopedia of world biography, volume 6, Detroit, Michigan, Gale Research (réimpr. 1998, 2000, 2004) (1re éd. 1997), 547 p. (ISBN 9780787625467, OCLC 59424591, lire en ligne), p. 65-67,
- (en-US) Rachel Kranz & Philip J. Koslow, The Biographical Dictionary of African Americans, Facts on File, 1998, rééd. 2006, 313 p. (ISBN 9780816039036, lire en ligne), p. 82-83,
- (en-US) R. Kent Rasmussen, The African American Encyclopedia, volume 4, Cavendish Square Publishing, 1er janvier 2001, 1196 p. (ISBN 9780761472087, lire en ligne), p. 980-983. ,
- (en-US) Voices of Historical and Contemporary Black American Pioneers, volume 4, Praeger, 15 mai 2012, 423 p. (ISBN 9780313392245, lire en ligne), p. 13-15.

#### Essais
- (en-US) Jimmie Lewis Franklin, Journey Toward Hope: A History of Blacks in Oklahoma, University of Oklahoma Press, 1er décembre 1982, 256 p. (ISBN 9780806118109),
- (en-US) Charles Vert Willie, Five Black Scholars: An Analysis Of Family Life, Education, And Career, Abt Books, 25 avril 1986, 123 p. (ISBN 9780819152756, lire en ligne), p. 13-26.
- (en-US) Eric Anderson, The Facts of Reconstruction : Essays in Honor of John Hope Franklin, Baton Rouge, Louisiane, Louisiana State University Press, 1991, 264 p. (ISBN 9780807116661, OCLC 22388375, lire en ligne),
- (en-US) Beverly Mills, Tributes to John Hope Franklin: Scholar, Mentor, Father, Friend, Columbia,  Missouri, University of Missouri, 2003, 118 p. (ISBN 9780826264435, OCLC 59671709, lire en ligne).

#### Articles

##### Anglophones

###### Années 1980-1999
- « John Hope Franklin : a Tribute », Negro History Bulletin, vol. 43, no 3,‎ 3° trimestre 1980, p. 68 (1 page) (lire en ligne )
- William Leuchtenburg, « Tribute: John Hope Franklin », Duke Law Journal, vol. 45, no 5,‎ mars 1993, p. 1022-1027 (6 pages) (lire en ligne ),
- Robert J. Bliwise, « Reflections of John Hope Franklin », The Journal of Blacks in Higher Education, no 2,‎ hiver 1993-1994, p. 68-72 (5 pages) (lire en ligne ),
- Kathy C. Pitman, « When John Hope Franklin First Met W.E.B. Du Bois », The Journal of Blacks in Higher Education, no 7,‎ printemps 1995, p. 50 (1 page) (lire en ligne ),
- « John Hope Franklin: Historian of the Century », The Journal of Blacks in Higher Education, no 14,‎ hiver 1996-1997, p. 84-87 (4 pages) (lire en ligne ),
- « North Carolina Central University Salutes John Hope Franklin », Negro History Bulletin, vol. 60, no 2,‎ second trimestre 1997, p. 3-4 (2 pages) (lire en ligne ),
- « Document: A Salute to John Hope Franklin », The Journal of Negro History, vol. 82, no 4,‎ automne 1997, p. 394-407 (14 pages) (lire en ligne ),
- Yohuru R. Williams, « John Hope Franklin's Troubled Tenure at Howard University, 1947-1956 », Negro History Bulletin, vol. 61, nos 3/4,‎ juillet-décembre 1998, p. 72-76 (5 pages) (lire en ligne )

###### Années 2000-2009
- Percy R. Luney, Jr., « John Hope Franklin: Scholarship with Honesty and Purpose », The Journal of Negro History, vol. 85, nos 1/2,‎ printemps 2000, p. 40-42 (3 pages) (lire en ligne ),
- Debra Newman Ham, « John Hope Franklin: And the Year of Jubilee », The Journal of Negro History, vol. 85, nos 1/2,‎ printemps 2000, p. 13-17 (5 pages) (lire en ligne )
- John Dittmer, « The From Slavery to Freedom Fiftieth Anniversary Symposium September 19-20, 1997 », The Journal of Negro History, vol. 85, nos 1/2,‎ printemps 2000, p. 1-5 (5 pages) (lire en ligne ),
- Chuck Stone et Walter Spearman, « The Finished Business of John Hope Franklin: The Unfinished Business of White America and Black America », The Journal of Negro History, vol. 85, nos 1/2,‎ printemps 2000, p. 43-48 (6 pages) (lire en ligne ),
- « The White Man Who Persuaded John Hope Franklin to Become a Historian », The Journal of Blacks in Higher Education, no 55,‎ printemps 2007, p. 127 (1 page) (lire en ligne ),
- Ray Arsenault & John Hope Franklin, « The Sage of Freedom: An Interview with John Hope Franklin », The Public Historian, vol. 29, no 2,‎ printemps 2007, p. 35-54 (20 pages) (lire en ligne ),
- John Hope Franklin & Margo Hammond, « Remember History : An Interview with John Hope Franklin », CrossCurrents, vol. 57, no 2,‎ été 2007, p. 155-159 (5 pages) (lire en ligne ),
- V.P. Franklin, « Exploring the Legacy of Dr. John Hope Franklin », The Journal of African American History, vol. 94, no 3,‎ été 2009, p. 317-322 (6 pages) (lire en ligne ),
- Brian Purnell & John Hope Franklin, « Interview with Dr. John Hope Franklin », The Journal of African American History, vol. 94, no 3,‎ été 2009, p. 407-421 (14 pages) (lire en ligne ),
- Bettye Collier-Thomas, « John Hope Franklin : Mentor and Confidant », The Journal of African American History, vol. 94, no 3,‎ été 2009, p. 344-353 (10 pages) (lire en ligne ),
- Darlene Clark Hine, « John Hope Franklin and Black History in Transition », The Journal of African American History, vol. 94, no 3,‎ été 2009, p. 354-361 (8 pages) (lire en ligne ),
- Genna Rae McNeil, « A Life of Integrity : a Tribute to Professor John Hope Franklin », The Journal of African American History, vol. 94, no 3,‎ été 2009, p. 323-340 (18 pages) (lire en ligne ),
- Lillian Serece Williams, « Participant-Observer of History : John Hope Franklin —Scholar, Mentor,and  Promoter of African American Women's History », The Journal of African American History, vol. 94, no 3,‎ été 2009, p. 370-376 (7 pages) (lire en ligne ),
- Alfred A. Moss Jr., « A Memorial Tribute to John Hope Franklin », Anglican and Episcopal History, vol. 78, no 4,‎ décembre 2009, p. 421-423 (3 pages) (lire en ligne ),

###### Années 2010-2019
- Loren Schweninger, « John Hope Franklin, Legal Scholar and Teacher », Law and History Review, vol. 28, no 1,‎ février 2010, p. 303-305 (3 pages) (lire en ligne ),
- Loren Schweninger, « John Hope Franklin : a Legacy of Excellence », Reviews in American History, vol. 38, no 1,‎ mars 2010, p. 1-7 (7 pages) (lire en ligne ),
- David Levering Lewis, « John Hope Franklin, 2 january 1915-25 march 2009 », Proceedings of the American Philosophical Society, vol. 155, no 1,‎ mars 2011, p. 97-100 (4 pages) (lire en ligne ),
- Kenneth R. Janken, « Not Forgotten », Southern Cultures, vol. 22, no 1,‎ printemps 2016, p. 128-136 (9 pages) (lire en ligne ),

##### Francophones
- Pap Ndiaye, « John Hope Franklin, historien des Noirs américains », Critique internationale, no 47,‎ avril-juin 2010, p. 161-168 (8 pages) (lire en ligne ).